# Don Epperson
Don Epperson (23 de enero de 1938 – 17 de marzo de 1973) fue un cantante y actor de nacionalidad estadounidense.
Nacido en Louisville, Kentucky, y fallecido en Cottonwood, Arizona, a causa de un accidente de circulación, su hija es Brenda Epperson, conocida por su papel de Ashley Abbott en la serie televisiva The Young and the Restless.

## Selección de su filmografía
- Jennie: Wife/Child (1968)
- Wild Wheels (1969)
- Cain's Cutthroats (1971)
- The Killers (1971)
- Big Jake (1971)
- The Female Bunch (1971)
- The Devil and LeRoy Bassett (1973, dirigida por él mismo)
- A Whale of a Tale (1976)